# Флорин
Флори́н (итал. fiorino) — название золотых монет, которые впервые начали чеканить во Флоренции (лат. Florentia) в 1252 году (отсюда и название монеты) и позже стали выпускать в других странах.

## Флорентийский флорин
Флорин чеканился почти из чистого золота весом 3,53 г.
По весу флорин составлял 1/96 флорентийского фунта (339 г).
На аверсе флорентийского флорина был изображён цветок лилии (герб Флоренции), на реверсе — Иоанн Креститель, покровитель города.
Кроме монеты, флорин был принят как денежно-счётная единица и изначально по стоимости был равен 1 лире (фунт, libre), при этом 1 лира = 240 денариев.
В 1296 году был выпущен серебряный флорин (он получил название «пополино»).
Но если качество золотой монеты практически не менялось, стоимость серебряных монет постепенно снижалась. В 1500 году золотой флорин стоил уже 7 лир.
Чеканка золотого флорина во Флоренции продолжалась до 1523 года.
Последняя золотая монета во Флоренции была выпущена в 1859 году весом 3,49 г, но она уже называлась цехин.

## Распространение флорина
Золотая монета Флоренции оказала большое влияние на чеканку золотых монет в Европе, в первую очередь в самой Италии.
Очень похожую монету выпустила в 1284 году Венеция — она получила название дукат, или цехин.
Позже флорины выпускали Лукка, Папская область, Милан, Савойя.
В XIV веке подражание флорину чеканили во Франции, в Англии, Германии и Нидерландах (в Германии и Нидерландах флорин получил название «гульден»).
В Европе название «флорин» и «дукат» стали синонимами — так называли высокопробные золотые монеты стандартного веса (около 3,5 г), даже если на них не было изображения цветка.

### Золотые флорины в Восточной Европе
В Венгрии и Чехии подражание флорину стали чеканить в 1325 году. Позже монета приобрела оригинальный внешний вид.
Венгерские и чешские золотые монеты получили широкое хождение в Речи Посполитой (в том числе на территории современных Украины и Белоруссии). В настоящее время их обычно называют дукатами, однако в актовых записях на латыни нередко их записывали как флорины (например, венгерские флорины — floreni ungaricalis, floreni di Ungaria).
С середины XV века в Польше флорин, кроме обозначения золотой монеты, стал счётно-денежной единицей. Золотой флорин (дукат) стал называться «червоный золотой» (florenus rubeus, florenus in auro). Флорин, как счётная единица, был приравнен к 30 серебряным грошам; таким образом, сумма в 30 грошей стала называться «флорином», или «злотым польским» (florenus polonicales). Так возникла новая денежная единица — злотый (современная валюта Польши).
Ещё долгое время наименование флорина как счётной единицы, равной 30 польским грошам, сохранялось в некоторых областях Польши и в западных областях Украины, бывших частью Речи Посполитой, а затем Австрийской империи.

## Флорин в Германии
В середине XIV века флорин чеканился в Германии — здесь он получил название гульден. Сначала германские флорины (гульдены) копировали флорентийскую золотую монету, позже на монетах стали чеканить собственные сюжеты.
Однако в связи с феодальной раздробленностью и отсутствием единого эмиссионного центра качество германского флорина (гульдена) постоянно снижалось. В конце XV века вес, например, рейнского гульдена (чеканился в Трире, Майнце и Кёльне) упал с 3,5 г почти до 2,5 г.
В 1559 году новой основной золотой монетой Священной Римской империи стал дукат. Гульден (флорин) остался денежно-счётной единицей, равной 60 серебряным крейцерам.
В 1566 году основной серебряной монетой Империи стал талер. Он чеканился из серебра 889-й пробы весом 29,23 г.
Гульден был приравнен к 2/3 талера. Он чеканился из серебра 930-й пробы весом 24,62 г (содержал 22,9 г серебра).

### Австрийский флоринНового времени
После введения конвенционного талера в 1754 году флорин (гульден) был приравнен к 1/2 конвенционного талера (1/20 кёльнской марки, или 11,69 г). До 1857 года флорин (гульден) оставался денежной единицей ряда германских государств: Австрии, Баварии, Бадена, Вюртемберга, Нассау и Франкфурта.
Однако только Австрийская империя продолжала чеканить монету с номиналом флорин (FL).
С созданием единого Немецкого монетного союза (1857), объединившего, в том числе, Австрию и Пруссию, основной денежной единицей был признан союзный талер.
Одновременно Австрийская империя перешла на десятичную монетную систему: 1 флорин = 100 крейцеров.
Полтора флорина составляли союзный талер.
Чеканились серебряные монеты четверть флорина, 1 и 2 флорина, а также достоинством 1 и 2 союзных талера (1,5 и 3 флорина соответственно).
После поражения в Немецкой войне (1866) в 1867 году Австрия вышла из монетного союза и с 1868 года прекратила выпуск талеров. В Венгрии флорин получил название форинт (обозначался как Ft или Frt).
Монета флорин / форинт весила 12,34 г (содержала 11,1 г серебра 900-й пробы).
С 1870 года выпускали также золотые монеты 4 и 8 флоринов / форинтов (10 и 20 франков) весом, соответственно, 3,2 и 6,5 г.
В 1892 году денежной единицей Австро-Венгерской империи стала крона = 100 геллерам / филлерам. 1 флорин / форинт приравнивался к 2 кронам. Чеканка флорина / форинта была прекращена, но флорин / форинт оставался в обращении до 1899 года.

### Флорин в современной Венгрии
В 1946 году в качестве основной денежной единицы Венгрии был принят форинт = 100 филлеров.
Эта денежная единица сохраняется до сегодняшнего дня.

## Флорин в Нидерландах
Как и в Германии, в Нидерландах первый золотой флорин был отчеканен по образцу флорентийской монеты. Здесь он также стал называться гульден («золотой»). Через некоторое время гульден стал одновременно и денежно-счетной единицей для серебряных монет. В 1581 году серебряный гульден стал основной денежной единицей Нидерландов, а основной золотой монетой с 1586 года стал дукат.
В начале XVII века некоторые провинции Нидерландов (Гронинген, Зволле, Кампен, Неймеген) выпустили первые серебряные гульдены — это были крупные серебряные монеты, немного уступавшие по весу немецким талерам. Гульден приравнивался к 28 стюйверам (за что их также называли «ахтентвинтигами»: от нидерл. achtentwintig — двадцать восемь). Номинал «28» нередко чеканили на аверсе или реверсе монеты. На реверсе номинал писался в круговой легенде: FLOR (флорин), FLOR ARG (флорин серебряный).
В 1679 году гульден стал общей денежной единицей Нидерландов = 20 стюйверов (по 16 пеннигов).
В 1816 году Нидерланды перешли на десятичную монетную систему 1 гульден = 100 центов.
До перехода на евро в 2002 году гульден оставался основной денежной единицей Нидерландов, но в память о происхождении слова гульден он обозначался ƒ.

## Английский флорин

### Средневековый
В 1343 году английский король Эдуард III отчеканил новую золотую монету по французскому образцу Florin, или Double Leopard. Вес монеты составлял 6,998 г (она содержала 6,963 г золота). Изображение — король на троне, по обеим сторонам — леопардовые головы.
Были отчеканены также золотые монеты в полфлорина и четверть флорина.
Золотой английский флорин был приравнен к 6 серебряным шиллингам. Однако из-за того, что содержание золота в монетах не соответствовало объявленному номиналу, монеты этой серии уже в августе 1344 были изъяты из обращения.
Они являются исключительно редкими, например, «двойной леопард» имеется всего в трёх экземплярах, причём два находятся в Британском музее, а третий был продан на аукционе в июне 2006 года за 460 тыс. фунтов стерлингов.
Вместо флорина в 1344 году в Англии стали выпускать «нобль».
В годы Столетней войны в 1352 году в Бордо английский король выпустил золотой флорин для своих французских владений. Этот флорин весил 3,5 г (то есть соответствовал европейскому стандарту), однако качество его быстро ухудшалось, и в 1355 году вес монет составлял всего 2,3 г.
Непопулярность монеты привела к её замене на «золотого леопарда» (leopard d’or) в 1355 году.

### Нового времени
Регулярная чеканка новой английской серебряной монеты флорин (достоинством 2 шиллинга) началась в 1849 году (существует очень ограниченное количество монет качества proof с датой 1848). Монета весила 11,31 г (10,462 г чистого серебра) и имела диаметр 28 мм. На аверс был помещён погрудный портрет королевы Виктории (1837—1901), на реверсе изображались 4 гербовых щита и надпись ONE FLORIN ONE TENTH OF A POUND.
Выпуск флорина был обусловлен первой попыткой введения в Великобритании десятичной монетной системы.
Флорин 1849 года имел одну странность: на круговой легенде на аверсе вокруг портрета королевы Виктории отсутствовала надпись Dei Gratia («милостью Божьей»). Этот флорин получил название «Безбожный» (Godless Florin).
С 1852 года начали регулярно чеканить новый флорин с «правильной» легендой готическим шрифтом и датой римскими цифрами (так называемый «Готический флорин», Gothic Florin). Вес монеты остался прежний, но её диаметр увеличился до 30 мм.
В 1887 году в серии 50-летнего юбилея правления королевы Виктории был выпущен новый флорин, на этот раз с арабскими цифрами для обозначения даты, а также монета два флорина (DOUBLE FLORIN). Юбилейный флорин продолжали чеканить до 1892 года, однако монета в 2 флорина не пользовалась популярностью, и через 3 года её выпуск был прекращён (последняя дата — 1890 год).
С 1893 года выпускался флорин с новым (так называемым «старым») портретом королевы Виктории. Диаметр монеты вновь уменьшили до 28,5 мм.
Эдуард VII (1901—10) продолжил чеканить флорин, но внешний вид монеты значительно изменился: теперь на реверсе была изображена Британия, номинал обозначался следующим образом: ONE FLORIN TWO SHILLINGS. Вес монеты остался прежним, но диаметр вновь изменился — теперь он стал 29,5 мм.
При Георге V (1910—1936) чеканили два разных вида флорина (один — в 1911—1927 годах, другой — в 1927—1933 и 1935—1936 годах).
С 1920 года флорин чеканили из серебра 500-й пробы.
При Георге VI (1936—1952) чеканка флоринов была прекращена, вместо них стали выпускать монеты в 2 шиллинга (TWO SHILLINGS), хотя неофициальное название «флорин» за ними сохранилось.
С 1947 года 2 шиллинга стали чеканить из медно-никелевого сплава.
Монету в 2 шиллинга чеканили и при Елизавете II вплоть до 1967 года.
После перехода на десятичную систему в 1971 году «преемницей» монеты в 2 шиллинга стала монета 10 пенсов.
Законное обращение флорина было прекращено 1 июля 1993 года, после введения в оборот новой монеты в 10 пенсов меньшего размера.

### Влияние английского флорина
Название флорин имели монеты достоинством 2 шиллинга Австралии в 1910—1966 годах, Новой Зеландии в 1933—1965 годах, Фиджи 1934—1965 годах и Ирландии в 1928—1968 годах.
В Британской Восточной Африке в 1920 году флорин сменил рупию: 1 флорин = 2 шиллинга = 100 центов, но уже в мае 1921 года в результате денежной реформы основной денежной единицей стал восточноафриканский шиллинг = 100 центам.

## Флорин в Италии Нового времени
В 1826—1859 годах флорин (фиорино) был основной денежной единицей Великого герцогства Тосканского = 100 кваттрини (quattrini).
Выпускали серебряные монеты в 1/4 фиорино, 1/2 фиорино и 1 фиорино.
Монета фиорино выпускалась из серебра 916-й пробы и весила 6,88 г.
На аверсе был помещён портрет великого герцога, на реверсе — номинал FIORINO QUATTRINI CENTO.
В 1859 году фиорино был сменён итальянской лирой в соотношении 1 фиорино = 1,4 итальянской лиры.

## Прочее
В настоящее время флорином называется денежная единица Арубы (арубанский флорин).